# مورغان فارلي
مورغان فارلي (بالإنجليزية: Morgan Farley)‏ مواليد 3 أكتوبر 1898 في مامارونيك، الولايات المتحدة - الوفاة 11 أكتوبر 1988 في كاليفورنيا، الولايات المتحدة، هو ممثل أمريكي بدأ مسيرته الفنية سنة 1918.

## الأعمال
- ظهيرة مشتعلة
- يوليوس قيصر
- السماء بإمكانها الانتظار

## روابط خارجية
- مورغان فارلي على موقع IMDb (الإنجليزية)
- مورغان فارلي على موقع ألو سيني (الفرنسية)
- مورغان فارلي على موقع أول موفي (الإنجليزية)
- مورغان فارلي على موقع قاعدة بيانات برودواي على الإنترنت (الإنجليزية)
- مورغان فارلي على موقع قاعدة بيانات الأفلام السويدية (السويدية)
- مورغان فارلي على موقع قاعدة بيانات الفيلم (الإنجليزية)
- مورغان فارلي على موقع كينوبويسك (الروسية)